# Klastickoje
Klastickoje (ros. Клястицкое) – wieś (sieło) w Rosji, w obwodzie czelabińskim, w rejonie troickim. W 2010 liczyła 1245 mieszkańców.